# Prędkość kosmiczna
Prędkość kosmiczna – prędkość początkowa, jaką trzeba nadać dowolnemu obiektowi, by dzięki energii kinetycznej pokonał on grawitację wybranego ciała niebieskiego.
Obliczenia wykonuje się przy założeniu, że nie ma innych ciał niebieskich, i pominięciu sił oporu.

## Pierwsza prędkość kosmiczna
Pierwsza prędkość kosmiczna to najmniejsza prędkość, jaką należy nadać obiektowi względem przyciągającego go ciała niebieskiego, aby poruszał się on po zamkniętej orbicie. Z tak określonych warunków wynika, że dla ciała niebieskiego o kształcie kuli orbita będzie okręgiem o promieniu minimalnie większym niż promień tego ciała. Obiekt staje się wtedy satelitą ciała niebieskiego.

### Wyprowadzenie wzoru
Pierwszą prędkość kosmiczną można wyznaczyć, zauważając, że podczas ruchu orbitalnego po orbicie kołowej siła grawitacji stanowi siłę dośrodkową
{\displaystyle {\frac {mv^{2}}{R}}={\frac {GMm}{R^{2}}}}
{\displaystyle v^{2}={\frac {GM}{R}}}
{\displaystyle v_{\operatorname {I} }={\sqrt {\frac {GM}{R}}}}
gdzie:
{\displaystyle G} – stała grawitacji
{\displaystyle M} – masa ciała niebieskiego
{\displaystyle m} – masa rozpędzanego ciała, czyli satelity krążącego wokół ciała niebieskiego
{\displaystyle R} – promień planety.
Inny sposób wyprowadzenia wzoru opisano poniżej.
Pewne ciało znajduje się na powierzchni pewnego ciała niebieskiego. Odległość od jego środka wynosi {\displaystyle R.} Ciało to porusza się z pewną prędkością {\displaystyle v,} w kierunku równoległym do stycznej powierzchni ciała niebieskiego w punkcie, w którym się aktualnie znajduje. Po upływie różniczki czasu {\displaystyle \mathrm {d} t}, pokonuje różniczkę drogi {\displaystyle \mathrm {d} s}, osiągając jednocześnie różniczkę wysokości {\displaystyle \mathrm {d} h} od powierzchni ciała niebieskiego, tak więc odległość od jego środka wynosi wówczas {\displaystyle R+\mathrm {d} h.} Nietrudno zauważyć, że po połączeniu następujących 3 punktów: punktu początkowego ciała, punktu w którym znajduje się ciało po upływie różniczki czasu, a także punktu środka ciała niebieskiego, otrzyma się trójkąt prostokątny. Korzystając wówczas z twierdzenia Pitagorasa, prawdziwa jest zależność:
{\displaystyle R^{2}+(\mathrm {d} s)^{2}=(R+\mathrm {d} h)^{2}.}
Po przebyciu różniczki drogi {\displaystyle ds,} znajdując się na wysokości {\displaystyle dh,} ciało zaczyna spadać. Zadanie polega więc na wyznaczeniu prędkości {\displaystyle v,} z jaką ma przebyć ową różniczkę drogi, co sprowadza się do wyznaczenia czasu jej przebycia. Czas ten musi być równy czasowi spadania z różniczki wysokości tak, aby po jego upływie ciało nadal znajdowało się na powierzchni ciała niebieskiego, dzięki czemu utrzyma się na jego orbicie. Wysokość od powierzchni ciała niebieskiego {\displaystyle h,} na której znajduje się ciało, z której upada ono na powierzchnię po upływie czasu {\displaystyle t,} dla zaniedbywalnie małych wysokości, wyraża się wzorem:
{\displaystyle h={\frac {1}{2}}at^{2},}
gdzie {\displaystyle a} jest przyspieszeniem grawitacyjnym występującym na powierzchni ciała niebieskiego. Wzór ten jest tym bardziej prawdziwy dla różniczek wysokości {\displaystyle \mathrm {d} h} i czasu {\displaystyle \mathrm {d} t}, gdyż różniczka wysokości dąży do 0, a więc {\displaystyle \mathrm {d} h\to 0,} jest więc zaniedbywalnie mała
{\displaystyle dh={\frac {1}{2}}a(dt)^{2}.}
Podstawiając za {\displaystyle \mathrm {d} h} powyższy wzór do otrzymanej zależności wynikającej z twierdzenia Pitagorasa, otrzymujemy:
{\displaystyle R^{2}+(\mathrm {d} s)^{2}=\left(R+{\frac {1}{2}}a(\mathrm {d} t)^{2}\right)^{2}.}
Od obu stron równania odejmujemy {\displaystyle R^{2}}
{\displaystyle (\mathrm {d} s)^{2}=\left(R+{\frac {1}{2}}a(\mathrm {d} t)^{2}\right)^{2}-R^{2}.}
W ruchu jednostajnym, prędkość jest pochodną przebytej drogi po czasie
{\displaystyle v={\frac {\mathrm {d} s}{\mathrm {d} t}}.}
Obie strony równania podnosimy do kwadratu
{\displaystyle v^{2}=\left({\frac {ds}{dt}}\right)^{2}={\frac {(ds)^{2}}{(dt)^{2}}}.}
Podstawiając za {\displaystyle (ds)^{2}} powyższy wzór, otrzymujemy:
{\displaystyle {\begin{aligned}v^{2}&={\frac {(R+{\frac {1}{2}}a(\mathrm {d} t)^{2})^{2}-R^{2}}{(\mathrm {d} t)^{2}}}\\&={\frac {R^{2}+{\frac {1}{4}}a^{2}(\mathrm {d} t)^{4}+aR(\mathrm {d} t)^{2}-R^{2}}{(\mathrm {d} t)^{2}}}\\&={\frac {{\frac {1}{4}}a^{2}(\mathrm {d} t)^{4}+aR(\mathrm {d} t)^{2}}{(\mathrm {d} t)^{2}}}\\&={\frac {1}{4}}a^{2}(\mathrm {d} t)^{2}+aR.\end{aligned}}}
Ponieważ {\displaystyle dt\rightarrow 0,} więc {\displaystyle {\frac {1}{4}}a^{2}(\mathrm {d} t)^{2}\rightarrow 0.} Ostatecznie otrzymujemy:
{\displaystyle v^{2}=aR.}
Pierwiastkujemy obie strony równania
{\displaystyle v={\sqrt {aR}}.}
Wartość przyspieszenia grawitacyjnego wyznaczyć można z zależności:
{\displaystyle a={\frac {GM}{R^{2}}}}
gdzie:
{\displaystyle G} – stała grawitacji
{\displaystyle M} – masa ciała niebieskiego.
Podstawiając za {\displaystyle a} powyższą zależność, otrzymujemy ostatecznie wzór na pierwszą prędkość kosmiczną
{\displaystyle v={\sqrt {{\frac {GM}{R^{2}}}\cdot R}}}
{\displaystyle v_{\operatorname {I} }={\sqrt {\frac {GM}{R}}}.}

### Przykładowe wartości I prędkości kosmicznej
- Ziemia: {\displaystyle v_{\operatorname {I} }=7{,}91\operatorname {\frac {km}{s}} }
- Księżyc: {\displaystyle v_{\operatorname {I} }=1{,}68\operatorname {\frac {km}{s}} }
- Słońce: {\displaystyle v_{\operatorname {I} }=436,58\operatorname {\frac {km}{s}} }

## Druga prędkość kosmiczna
Druga prędkość kosmiczna to prędkość, jaką należy nadać obiektowi, aby opuścił na zawsze dane ciało niebieskie, poruszając się dalej ruchem swobodnym. Inaczej mówiąc, jest to prędkość, jaką trzeba nadać obiektowi na powierzchni tego ciała niebieskiego, aby tor jego ruchu stał się krzywą otwartą (parabolą lub hiperbolą). Obliczamy ją, porównując energię obiektu znajdującego się na powierzchni ciała niebieskiego oraz w nieskończoności. Energia w nieskończoności równa jest 0 (zarówno energia kinetyczna, jak i energia potencjalna pola grawitacyjnego), zatem na powierzchni sumaryczna energia też musi się równać 0:
{\displaystyle E=-G{\frac {Mm}{R}}+{\frac {mv^{2}}{2}}=0}
gdzie:
{\displaystyle M} – masa ciała niebieskiego
{\displaystyle m} – masa wystrzeliwanego ciała
{\displaystyle v} – prędkość początkowa
{\displaystyle R} – promień ciała niebieskiego.
Stąd wynika:
{\displaystyle v_{\operatorname {II} }={\sqrt {\frac {2GM}{R}}}={\sqrt {2}}v_{\operatorname {I} }.}
Dla Ziemi II prędkość kosmiczna przyjmuje wartość
{\displaystyle v_{\operatorname {II} }=11{,}19\operatorname {\frac {km}{s}} .}
Otrzymana stąd wartość nie oznacza, że nie można oddalić się od Ziemi na dowolną odległość z mniejszą prędkością. Jeżeli w dalszym ciągu pominiemy obecność innych ciał niebieskich, to działając siłą równoważącą ciężar unoszonego ciała, można je podnieść dowolnie wysoko, ale po zaniknięciu siły ciało spadnie z powrotem na powierzchnię Ziemi. Jeżeli uwzględnimy istnienie innych ciał, na przykład Księżyca, to możliwe jest dowolnie powolne przemieszczanie się w jego kierunku aż do momentu, gdy siła grawitacyjnego przyciągania Księżyca stanie się większa od tej siły powodowanej oddziaływaniem Ziemi. Czynności te jednak wymagają stałego działania siły w trakcie podnoszenia.

## Trzecia prędkość kosmiczna
Trzecia prędkość kosmiczna to prędkość początkowa potrzebna do opuszczenia Układu Słonecznego. Prędkość ta, w punkcie znajdującym się w takiej samej, jak Ziemia, odległości od Słońca, wynosi około 42 km/s. Ponieważ jednak Ziemia już porusza się z dużą prędkością w związku ze swoim ruchem obiegowym wokół Słońca, do opuszczenia Układu Słonecznego przez obiekt startujący z powierzchni Ziemi w kierunku zgodnym z tym ruchem, wystarczy dodatkowa prędkość:
{\displaystyle v_{\operatorname {III} }=16{,}7\operatorname {\frac {km}{s}} }
względem Ziemi - jest ona zwyczajowo nazywana trzecią prędkością kosmiczną.

## Czwarta prędkość kosmiczna
Czwarta prędkość kosmiczna to prędkość początkowa potrzebna do opuszczenia Drogi Mlecznej. Dla punktu oddalonego od środka Galaktyki tak samo jak Układ Słoneczny, wynosi ona ok. 550 km/s, jednak dzięki ruchowi Słońca wokół środka Galaktyki, prędkość względem Układu Słonecznego wynosi:
{\displaystyle v_{\operatorname {IV} }=330\operatorname {\frac {km}{s}} }
o ile jej kierunek jest zgodny z kierunkiem ruchu obiegowego Słońca względem centrum Galaktyki.